# Karl Fritsch

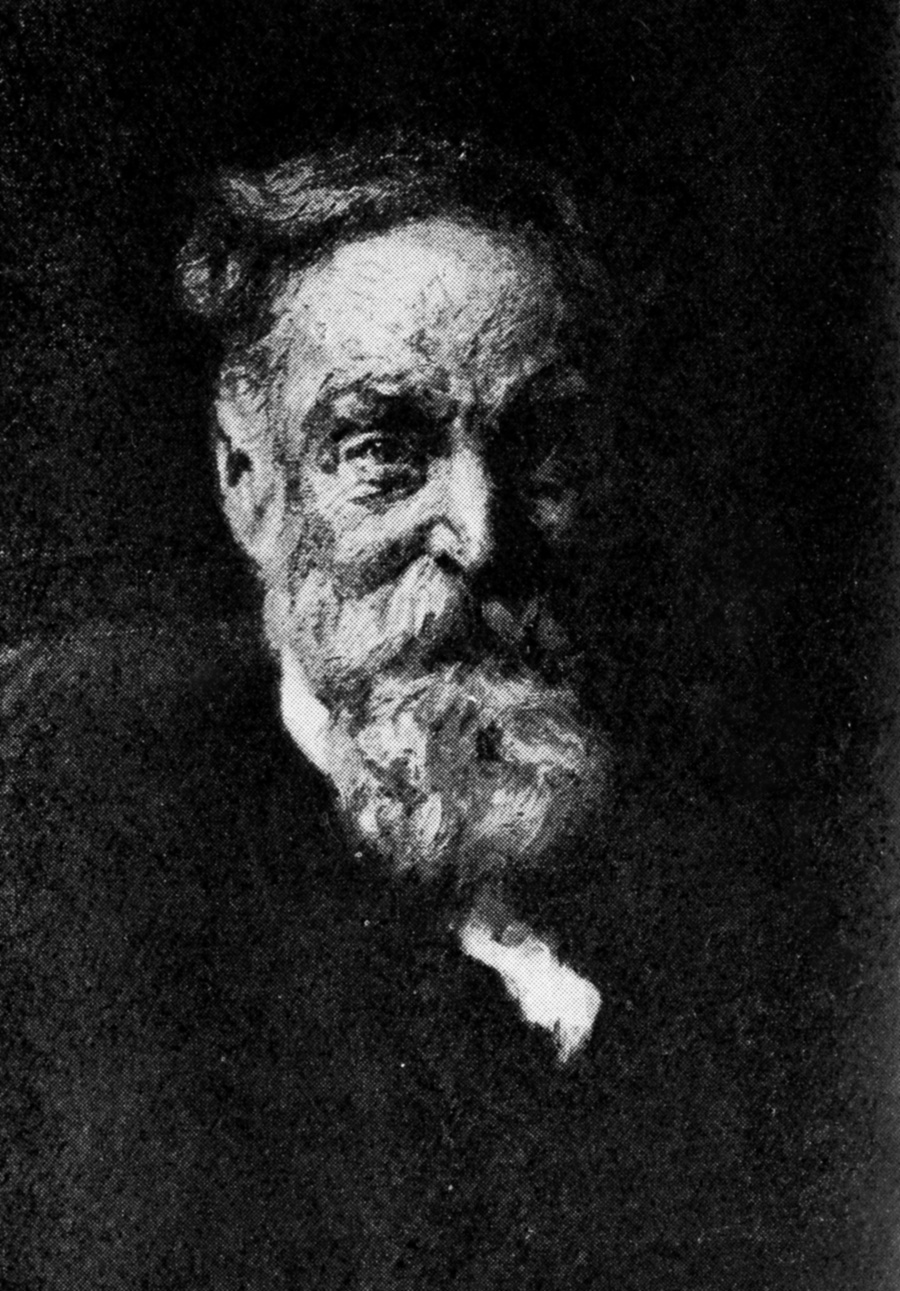
Karl Fritsch

Karl Fritsch (Viena, 24 de fevereiro de 1864 – Graz, 17 de janeiro de 1934 ) foi um botânico austríaco.
Foi professor da Universidade de Viena e Graz.
Autor de  Exkursionsflora für Österreich  und die ehemals österreichischen Nachbargebiete (1897).
Carolofritschia foi nomeado em homenagem a Karl Fritsch.